# Île Quinchao
L'île de Quinchao est une île de la province de Chiloé, au Chili, au large de la côte est de l'île de Chiloé, île principale de l'archipel de Chiloé dont elle est séparée par le canal de Dalcahue.
L'île d'une superficie de 120 km2 recouvre une partie la commune de Quinchao et la  totalité la commune de Curaco de Vélez (80 km2).
Son relief est le résultat de la rencontre entre le bloc de Chiloé et plaque sud-américaine, du déplacement des glaciers (Quaternaire), des précipitations permanentes et des vents qui modelèrent la géomorphologie de l'île. Elle ne comporte par de rivière d'importance.
La majeure partie du bois originel a été remplacé par des prairies et par la culture de la pomme de terre.
Les principaux ports de l'île sont Achao (en), chef-lieu de la commune de Quinchao et Curaco de Vélez.
Il existe un service quotidien de navettes dans le canal de Dalcahue qui met cinq minutes pour parcourir la distance entre Dalcahue et La Pasada. Les routes à l'intérieur de l'île sont en majorité goudronnées.